# Warte

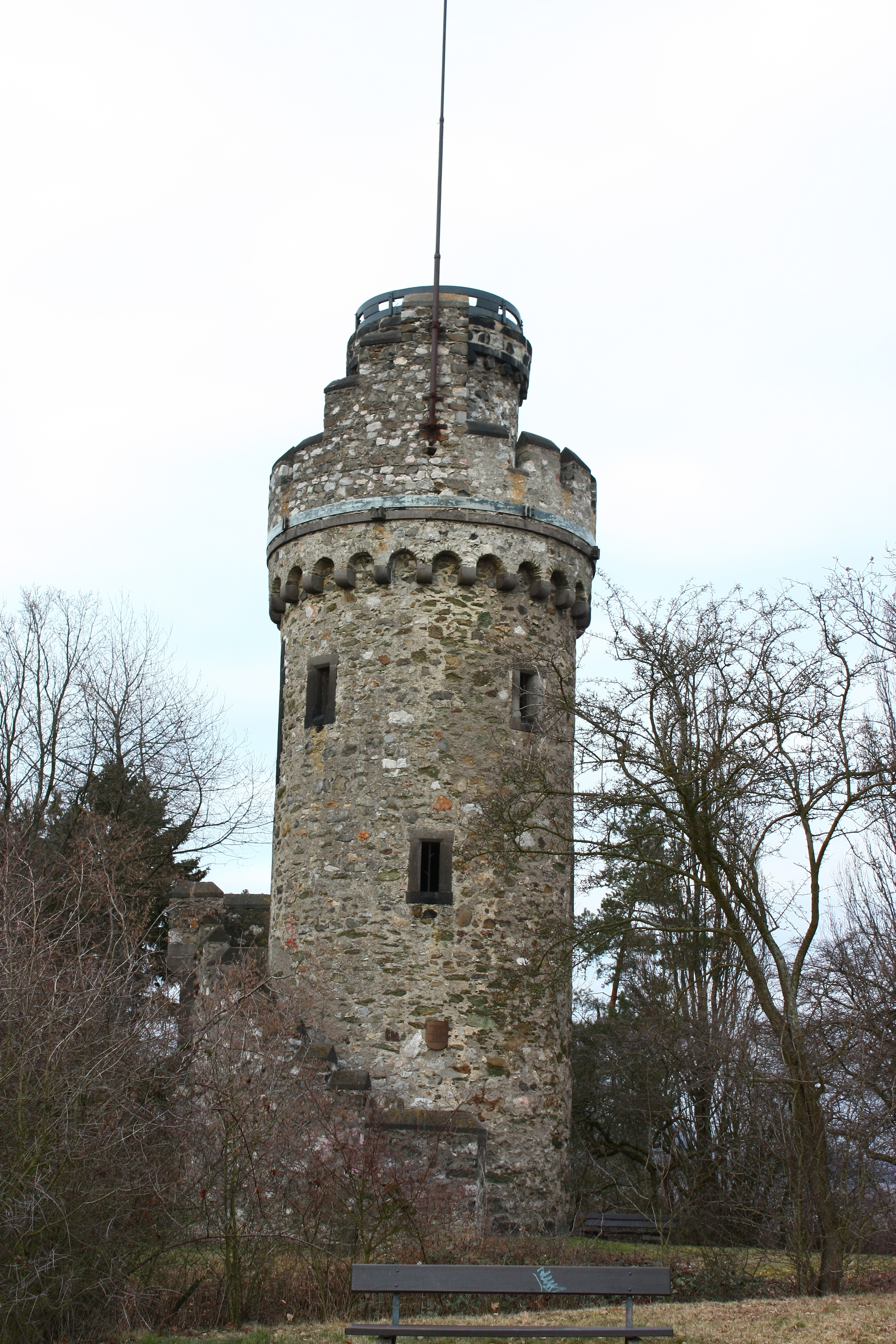
Garbenheimer Warte (Bismarckturm Wetzlar)

Als Warte bezeichnet man im Allgemeinen einen Beobachtungsposten oder Turm (siehe Wartturm), einen Platz, von dem man Ausschau hält, oder einen Aussichtspunkt. Das Wort machte im Lauf der Jahrhunderte eine Bedeutungswandlung durch – vom althochdeutschen „warta“ bzw. dem Verb „warten“ – und ist verwandt mit „warnen“ und „wahren“.
Früher war eine Warte Teil der äußeren Wehranlagen einer Festung oder Stadt. Oft stand sie als befestigter Turm weit vor der eigentlichen Befestigung, sodass von ihr aus ein Feind früher bemerkt werden konnte. Durch Signalsysteme wurde die Vorwarnzeit verlängert. Ein Beispiel ist die Pinkenburg als frühere Warte der Hannoverschen Landwehr.

## Übertragungen

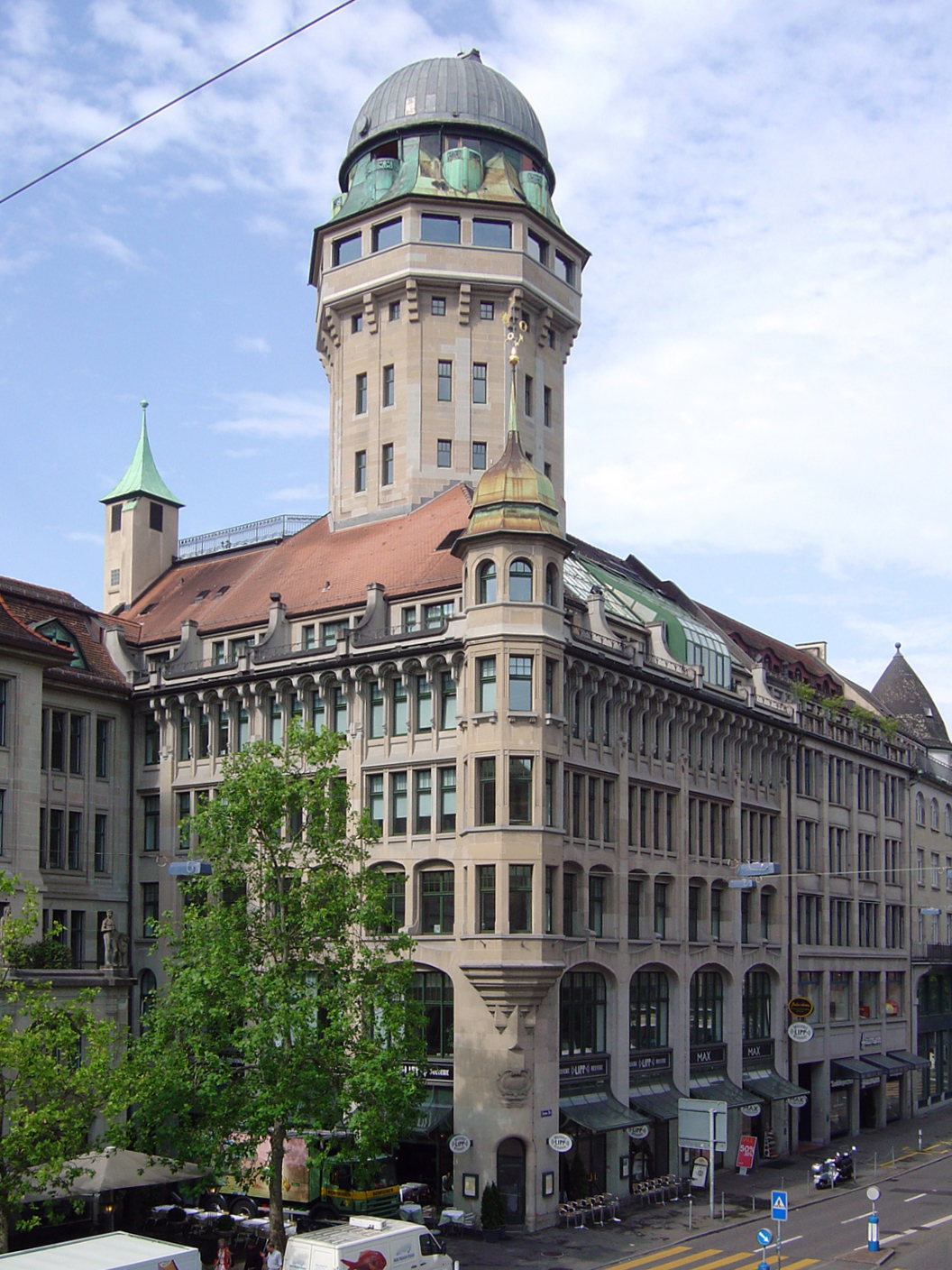
Sternwarte Urania in Zürich

Übertragen wird der Begriff auf vielen Gebieten verwendet.
- Als Sitzwarte bezeichnet man von Tieren genutzte, erhöhte Positionen für einen besseren Überblick im Gelände.
- Als Sternwarte bezeichnet man eine Anlage zur Beobachtung des Sternenhimmels, insbesondere mit Teleskopen oder anderen Messgeräten, bis 1650 auch freiäugig.
- Darüber hinaus dienen Vogelwarten der Beobachtung von Vögeln
- Wetterwarten dem Erfassen und Aufzeichnen von Wetterdaten.
- Als Warte wird auch der Leitstand einer technischen Anlage, eine Einsatzleitstelle oder eine Netzleitstelle bezeichnet.
- Schneewarten dienten als Orientierungshilfen in Polarregionen[1]

Von der ursprünglichen Bedeutung abgeleitet bedeutet der Satz Von der hohen Warte aus betrachten etwas von einem überlegenen Standpunkt aus betrachten.